# معاداة السوفيتية

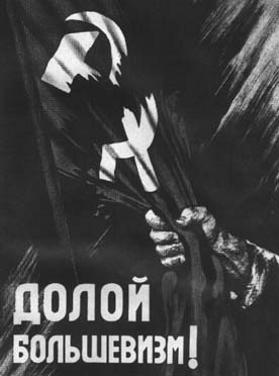
"تسقط البلشفية!" ملصق دعائي نازي بالروسية وُجّه للدول الواقعة تحت الاحتلال السوفيتي.

معاداة السوفيتية أو معاداة السوفيت (الروسية: Антисоветизм) مصطلح استُخدم لوصف الأنشطة والأفراد القائمين بأعمال عدائية أو محرضة على نشر العداوة تجاه الاتحاد السوفيتي أو أي سلطة حكومية فيه أو تابعة له، وقد شمل وصف معاداة السوفيتية ثلاثة جوانب رئيسية هي:
- معاداة السياسة الخارجية للاتحاد السوفيتي؛ كما كان الحال بالنسبة للولايات المتحدة خلال الحرب الباردة.
- معاداة البلشفية في أعقاب الثورة البلشفية وخلال الحرب الأهلية الروسية.
- قيام أي مواطن سوفيتي بأنشطة معادية أو تحريضه على أيه أنشطة معادية للاتحاد السوفيتي أو حكومته أو أي جهة تابعة له.

## نبذة تاريخية

### في الاتحاد السوفيتي
خلال الحرب الأهلية الروسية التي أعقبت ثورة أكتوبر عام 1917، كان الجانب المناهض للسوفييت هو الحركة البيضاء. خلال فترة ما بين الحربين العالميتين، دعمت المخابرات البولندية بعض حركات المقاومة، وخاصة في عشرينيات القرن العشرين، في إطار مشروع بروميثيوس. بعد الهجوم الألماني على الاتحاد السوفييتي عام 1941، تأسست قوات معادية للسوفييت بقيادة ألمانيا النازية في المقام الأول. خلال الحرب الباردة، قادت الولايات المتحدة الكتلة الغربية المناهضة للسوفييت والمناهضة للشيوعية.
خلال الحرب الأهلية الروسية، اعتُبرت فئات كاملة من الناس، مثل رجال الدين والكولاك والضباط الروس الإمبراطوريين السابقين، مناهضين للسوفييت تلقائيًا. أدرِجت فئات أخرى في مقال «أعداء الشعب». أولئك المصنفون على أنهم مناهضين للسوفييت بناءً على وضعهم الاجتماعي السابق، غالبًا ما اعتبروا مذنبين مسبقًا عند محاكمتهم بارتكاب جريمة.

لقد استخدم الاتحاد السوفيتي مصطلح «عدو الشعب» على نطاق واسع. استخدم المصطلح لأول مرة في خطاب ألقاه فيليكس دزيرجينسكي، أول رئيس «لتشيكا»، بعد ثورة أكتوبر. طبعت اللجنة العسكرية الثورية في بيتروغراد قوائم بأسماء «أعداء الشعب»، واستشهد فلاديمير لينين بهذا المصطلح في مرسومه الصادر في 28 نوفمبر 1917:
يعتبر جميع قادة حزب الديمقراطيين الدستوريين، باعتباره حزبًا لأعداء الشعب، خارجين عن القانون، ويجب اعتقالهم فورًا وإحالتهم إلى المحكمة الثورية.
استخدِمت مصطلحات أخرى مماثلة:
- عدو العمال
- عدو البروليتاريا
- عدو الطبقة

على وجه الخصوص، أضفي الطابع الرسمي على مصطلح «عدو العمال» في المادة 58 (قانون العقوبات في جمهورية روسيا الاتحادية الاشتراكية السوفياتية)، ومواد مماثلة في قوانين الجمهوريات السوفيتية الأخرى.
في أوقات مختلفة، استخدِمت هذه المصطلحات للإشارة إلى مجموعات متنوعة من الأشخاص، بما في ذلك القيصر نيقولا الثاني والعائلة الإمبراطورية، والنبلاء، والبرجوازيين، ورجال الدين، ورواد الأعمال، والفوضويين، والكولاك (المزارعين الأغنياء)، والملكيين، والمناشفة، والاشتراكيين الثوريين (إسر)، وأعضاء البوند، والتروتسكيين، والبخاريين، و«البلاشفة القدامى»، وأفراد الجيش والشرطة، والمهاجرين، والمخربين، والمفسدين، و«الطفيليين الاجتماعيين»، والكافيجيديستيين (وهم الأشخاص الذين أداروا وسيروا السكك الحديدية الصينية في الشرق الأقصى، خصوصًا السكان الروس في هاربين، الصين)، وأولئك الذين اعتُبروا قوميين برجوازيين (مثل القوميين الروس، والأوكرانيين، والبيلاروسيين، والأرمن، والليتوانيين، واللاتفيين، والإستونيين، والصهاينة، والباسمشي).
منذ عام 1927، تضمنت المادة 20 من الجزء المشترك من قانون العقوبات، التي حددت «تدابير الدفاع الاجتماعي» المحتملة، البند 20 إيه الذي نص على: «إعلان الشخص عداوته للعمال يؤدي إلى حرمانه من جنسية جمهورية الاتحاد وبالتالي من جنسية الاتحاد السوفييتي، مع الطرد الإلزامي من أراضيها». ومع ذلك، عانى معظم «أعداء الشعب» من معسكرات العمل، وليس الطرد.
لاحقًا في الاتحاد السوفييتي، كان معاداة السوفييت جريمة جنائية، تُعرف باسم «التحريض المناهض للسوفييت». كان لقب «معادي السوفييت» مرادفًا لمصطلح «مضاد للثورة». اعتبِر التحريض والأنشطة المناهضة للسوفييت جرائم سياسية تعاملت معها المادة 58 والمادة 70 لاحقًا من قانون العقوبات في جمهورية روسيا الاتحادية السوفيتية ومواد مماثلة في جمهوريات سوفييتية أخرى. في فبراير 1930، اندلعت ثورة مناهضة للسوفييت في قرية سوزاك في جمهورية كازاخستان الاشتراكية السوفيتية المستقلة.
بعد نهاية الحرب العالمية الثانية، اندلعت حركات التمرد الشيوعية ضد الاتحاد السوفيتي في أوروبا الشرقية.

### في بلدان ما بعد الاتحاد السوفيتي

#### إستونيا
في أغسطس 2022، بدأت إستونيا بإزالة المعالم السوفيتية، بدءًا من دبابة تي-34 في نارفا، مدعية أن ذلك ضروري «للنظام العام» و«الأمن الداخلي».

#### لاتفيا
في 6 مايو 2022، وفي أعقاب الغزو الروسي لأوكرانيا، أعلن رئيس وزراء لاتفيا كريغانيس كارينش أن إزالة النصب التذكاري المثير للجدل للجيش الأحمر أمر لا مفر منه. بعد خمسة أيام، أطلِقت حملة لجمع التبرعات العامة وتجاوزت التبرعات 39,000 يورو بحلول 12 مايو عندما صوت مجلس النواب لتعليق العمل بجزء من الاتفاقية الموقعة بين لاتفيا وروسيا بشأن الحفاظ على الهياكل التذكارية. بحلول 13 مايو، وصل إجمالي مبلغ التبرعات إلى ما يقرب من 200,000 يورو.
حضر نحو 5000 شخص مظاهرة «التخلص من التراث السوفيتي» التي أقيمت في 20 مارس، في حين منعت قوات الأمن مظاهرة مضادة نظمها الاتحاد الروسي اللاتفي، بدعوى التهديد «للأمن العام».
جمع مؤرخو مركز الذاكرة العامة قائمة تضم 93 اسم شارع ما يزال يمجد النظام السوفييتي (مثل 13 شارعًا سميت على اسم حركة الرواد)، بالإضافة إلى 48 اسم شارع أُطلقت أثناء عملية الترويس في نهاية القرن التاسع عشر (مثل الشوارع التي سميت على اسم ألكسندر بوشكين)، وأرسلوها إلى البلديات المعنية التي أوصي بتغييرها.